# 浦东运河

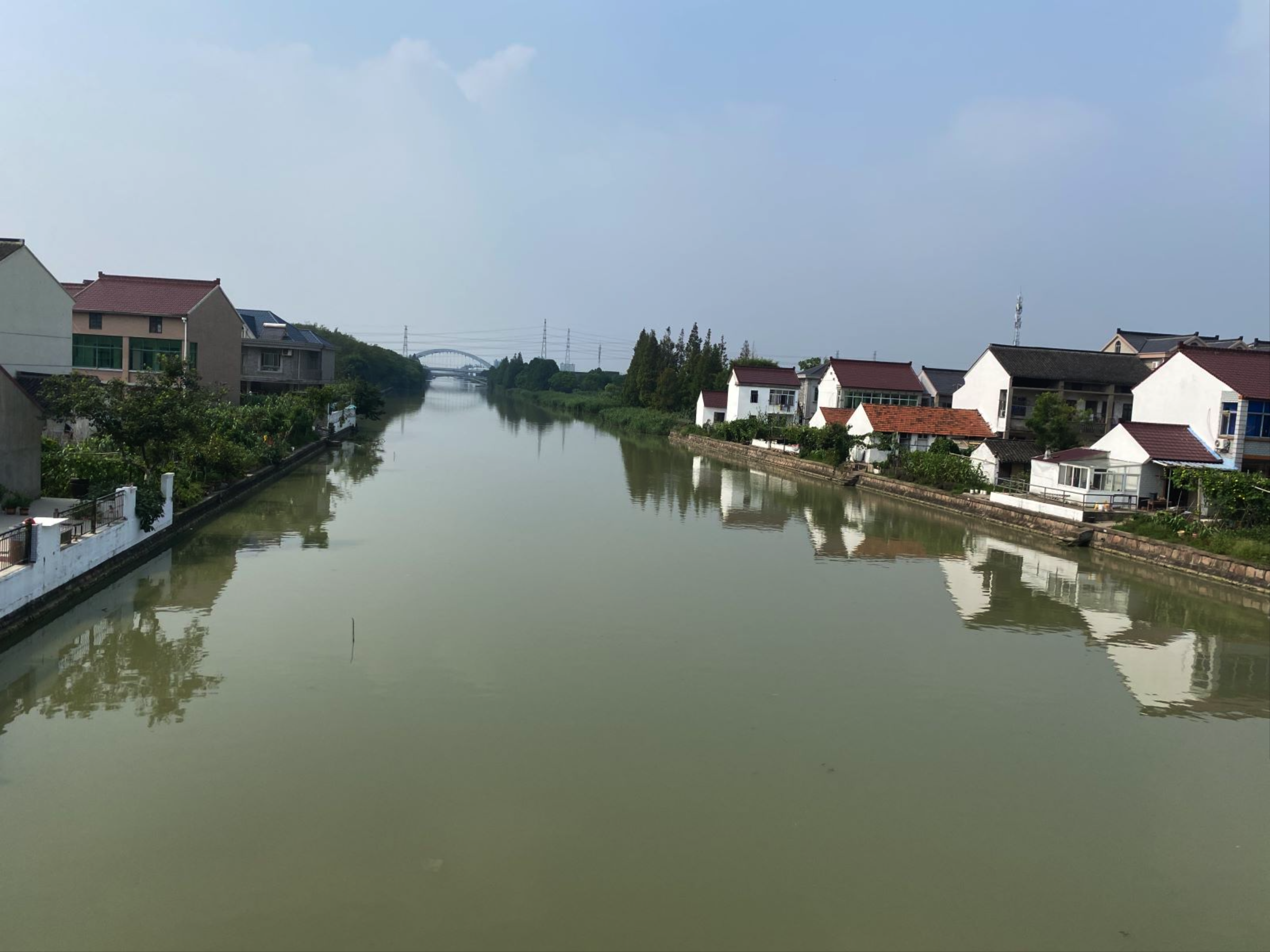
位于浦东新区的浦东运河

浦东运河，是上海市浦东新区境内的一条运河，属于杭州湾水系，以区片为名。运河北起杨园镇（今属于高东镇）东北的高界浜，经过曹路镇、川沙新镇、祝桥镇、惠南镇和大团镇，最终抵达原南汇区和奉贤区界河（大泐港）。始建于1958年，分段疏通、开凿，竣工于1978年。浦东运河因东西运盐河狭窄、淤塞而建在平行于运盐河的地方，可以通行60—100吨级别的船只，为浦东地区的运输干线。